# Abu l-Ghazi Khan III
Abu l-Ghazi Khan III fou kan titular de Khivà vers 1791 a 1804. Era fill de Ghaip Khan, governant d'una part de la Petita Horda Kazakh, i kan de Khivà vers 1745 a 1760 i potser altre cop de 1774 a la seva mort el 1791.
Sota Ghaip Khan els kans van perdre el poder efectiu que va quedar en mans dels seus Inaks, una mena de primers ministres, caps de la tribu Kongrat i governadors d'Hazarasp. Abu l-Ghazi apareix esmentat per primer cop en el viatge a Khiva del doctor rus Blankennagel (que va arribar a l'octube del 1793) i hi va restar fins al 1794; però en ser fill de Ghaip Khan s'ha suposat que aquest havia tornat al tron fins a la seva mort el 1791 i l'havia succeït el seu fill en aquesta data. Howorth diu que els kans entre vers el 1756 (quan encara era kan Ghaip) i el 1793 no es coneixen. En tot cas no van tenir cap paper polític i per aquesta època cal referir-se als inaks, sobretot Muhammad Amin Inak que va governar de vers el 1755 al 1772 (fou successor del seu pare Ishmed Biy), i Iwaz Inak (1772-1804). A la mort d'Iwaz el 1804 fou elegit el seu fill Kutlugh Murad Beg que va refusar l'elecció, i llavors fou elegit el seu germà Iltazar Inak, que al cap de sis mesos va deposar el kan, al que va pagar una pensió i el va enviar a les terres dels seus kazakhs, i es va proclamar kan al seu lloc reunint les funcions de kan i inak.
Hauria estat restaurat breument el 1806 a la mort d'Iltazar Khan (abans Iltazar Inak) en la guerra contra Bukharà, quan els bukharians van nomenar com Inak a Kutlugh Murad Beg, però els corasmis van proclamar kan al germà petit de Iltatzar, Muhammad Rahim Bahadur Khan I, i aquest va acceptar el nomenament (l'elegit era el seu germà), el que no va donar opció a Abu l-Ghazi Khan III.
No s'esmenten les circumstàncies i data de la seva mort.